# 이해수 (아나운서)
이해수(1981년 10월 27일~)는 대한민국의 KBS 한국방송공사 36기 공채 아나운서이며, 지난날, 전직 전주문화방송 아나운서 출신이다.

## 학력
- 신일고등학교
- 중앙대학교 경영학과 (학사)
- 서강대학교 언론대학원 (석사)

## 경력
- 2007년 : 전주MBC 아나운서
- 2010년 : KBS 36기 공채 아나운서 (KBS청주방송총국 지역근무)

## 진행

### 현재
- KBS 청주1TV - 시사플러스
- KBS 제1라디오 - 1R 정오 종합뉴스
- KBS 제1라디오 - 이해수의 투데이 충북
- KBS 제2라디오 - 이해수의 라디오스타
- KBS 청주1TV - KBS 뉴스광장
- KBS 청주1TV - 수다방

### 과거
- KBS 청주1TV - KBS 뉴스 7
- KBS 청주1TV - 생방송 지금 충북은
- KBS 제1라디오 - 충청권 네트워크
- KBS 제1FM - 그대와 음악사이 (매일)
- KBS 제1FM - 그대와음악사이(주말)
- KBS 제1라디오 - 이해수의 시사투데이
- KBS 청주1TV - 일요진단 충북
- KBS 청주1TV - KBS 뉴스 7 충북
- KBS 청주1TV - KBS 뉴스9

## 수상
- 2013년: 제40회 한국방송대상 - 지역 다큐멘터리 라디오부문 작품상
- 2017년: 아나운서 대상 앵커상